# 南備讃瀬戸大橋
南備讃瀬戸大橋（みなみびさんせとおおはし）は、瀬戸大橋海峡部最南端の橋。

## 概要
全長1723m、鉄道と道路が走る道路鉄道併用の吊橋である。完成時点では日本最長の吊橋であり、また、道路鉄道併用としては世界最長の吊橋であったが、前者は1998年の明石海峡大橋の完成で、後者は1997年の香港・青馬大橋の完成でその座を明け渡している。
三つ子島を挟み北に北備讃瀬戸大橋が連なる2連吊橋（三つ子島側橋台"4A"を共用）となっており、その先には与島がある。内陸側には番の州高架橋が繋がっている。橋桁下は備讃瀬戸南航路で大型タンカーなども往来する。また、橋に隣接して瀬戸大橋記念公園がある。
橋脚と橋台の基礎は、海底を岩盤面まで掘削した上に構築されている。特に番の州側の橋台"7A"と2本の橋脚"5P"、"6P"の基礎は掘削後の水深が32m〜50mという大水深のため、世界で初めて、造船所で製作したケーソンを現地に曳航してきてから沈めてコンクリートを充填し基礎とする「設置ケーソン工法」が用いられた。
北備讃瀬戸大橋と南備讃瀬戸大橋の双方のメインロープが入っている橋台の内部は、南備讃瀬戸大橋のロープが橋台の北側に、北備讃瀬戸大橋のロープが橋台の南側に固定されている。これは、ロープにかかる力が橋台を締める方向になるようにするためである（逆向きだと、橋台を外側へ引っ張るように力がかかり、弱くなる）。

## データ
- 橋梁形式:3径間連続補剛トラス吊橋
- 着工:1978年（昭和53年）
- 竣工:1988年（昭和63年）
- 全長:1,723m
- 中央径間:1,100m（完成時点で日本最長）
- 側径間:274m
- メインケーブルの太さ:直径1.07m
- 橋脚の高さ
5P（三つ子島側）:194m
6P（番の州側）:186m

## 関連画像

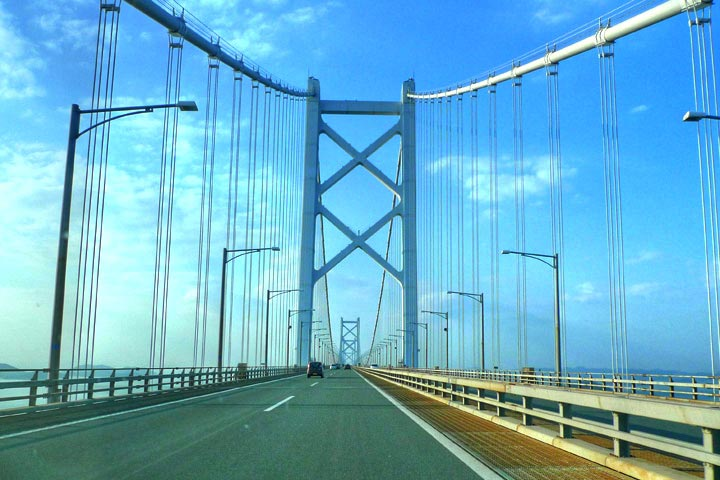
南備讃瀬戸大橋の路上
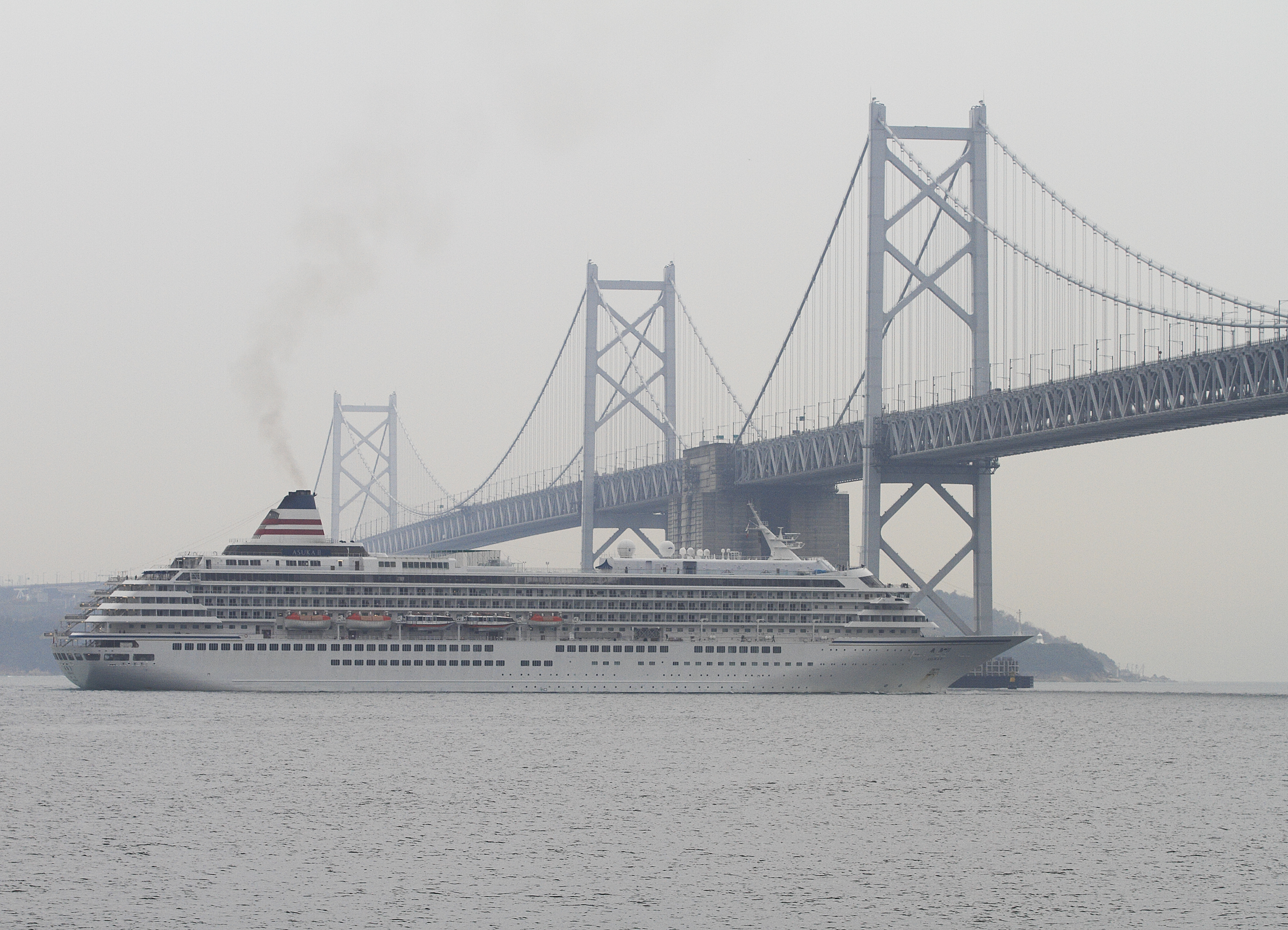
南備讃瀬戸大橋をくぐる飛鳥II

## 隣接する橋梁
北備讃瀬戸大橋 - 南備讃瀬戸大橋 - 番の州高架橋